# Arma Antitanc Sense Retrocés Tipus 5
L'Arma Antitanc Sense Retrocés Tipus 5 va ser una arma dissenyada i produïda entre 1944 i 1945 per ordre de l'Exèrcit Imperial Japonès durant la Segona Guerra Mundial. L'arma va ser finalment una arma experimental, ja que va arribar molt tard a la guerra com per poder-se començar a produir en quantitats significatives.

## Història
A finals de 1944, l'Exèrcit Imperial Japonès va decidir començar el disseny d'un nou tipus d'arma antitanc de curta distància, basada en el Panzerfaust alemany, però amb l'habilitat de ser recarregat. Aquesta arma havia de ser capaç de penetrar 120 mm de blindatge com a mínim.
En 1945, ja s'havien creat 3 versions per a posar a prova. Aquestes tenien com a diferència la posició del sistema de foc, i el diàmetre de l'arma. Tots ells tenien una forma cònica i una llargada final de 380 mm per a reduir el retrocés i usaven una granada experimental amb una llargada de 800 mm, un pes de 2,3 kg, 35 grams de combustible i 500 grams d'explosiu.

### Versions
- Versió 1: tenia una llargada del canó de 600 mm, un diàmetre de 45mm i una penetració de 100 mm de blindatge.

- Versió 2: tenia una llargada de 1000 mm, un diàmetre de 57 mm i una penetració màxima de 110 mm de blindatge.

- Versió 3: tenia una llargada de 1000 mm, un diàmetre de 45 mm i una penetració màxima de 110 mm de blindatge.

Al final, l'exèrcit japonès es va decantar per continuar desenvolupant el model 3 de l'arma. La versió final d'aquell model pesava 6,4 kg, tenia una llargada de 1000 mm i una extensió cònica en la part del darrere de l'arma de 380 mm.

## El coet
Es van provar diversos tipus de munició. La munició final pesava 2,3 kg, contenia un total de 100 grams de combustible per al coet (abans 30 grams) i la càrrega explosiva es va augmentar també dels 500 grams programats als 625 grams. Encara que s'hi va afegir més pes, el projectil seguia pesant 2,3 kg, igual que l'original programat, gràcies a la substitució d'algunes peces innecessàries.
La versió final mesurava 850 mm de llarg, dels quals, 180 mm era el que ocupaven els 100 grams de combustible. Posseïa un pal estabilitzador i de guiat, amb el detonador al final d'aquest, i la càrrega explosiva, que ocupava 150 mm d'aquest coet, amb el seu pes de 625 grams. La velocitat de sortida del coet era de 40 metres / segon, amb una distància mínima de 50 metres, i una màxima operativa d'uns 150 metres, amb una penetració mitjana de 120 mm de blindatge.